# Командная ответственность
Командная ответственность (также правило Ямаситы, правило Медины и ответственность высшего командования) — принцип военного права, утверждающий ответственность командующих лиц за военные преступления подчинённых.
Термин может также быть использован в более широком смысле для обозначения обязанности командующих контролировать подчинённых, а также ответственности за невыполнение этого требования; применяется как в военном праве, так и в отношении государственных служащих и руководителей корпораций.
Принцип «командной ответственности» был впервые упомянут в Гаагских конвенциях 1899 и 1907 годов и была впервые применена Верховным судом Германии в ходе Лейпцигских процессов по военным преступлениям Германии после Первой мировой войны в 1921 году.
«Правило Ямаситы» опирается на прецедент, созданный Верховным Судом Соединенных Штатов в деле японского генерала Томоюки Ямаситы. Он был подвергнут судебному преследованию в 1945 году за бесчеловечную жестокость, проявленную его войсками на Филиппинах во время Второй мировой войны на Тихоокеанском театре. Ямасита был обвинен в «преступной халатности и невыполнения своего долга командира, выразившихся в отсутствии контроля за действиями своих подчинённых, что позволило им совершать военные преступления».
«Правило Медины» принято в 1971 году в ходе судебного процесса капитана армии США Эрнеста Медины в связи с массовым убийством жителей деревни Сонгми во время Вьетнамской войны. Правило гласит, что командир, знавший о нарушении прав человека своими подчинёнными или о совершении ими военных преступлений, но не принявший мер по пресечению таких действий, должен нести уголовную ответственность. При этом сам Медина был оправдан по всем пунктам обвинения.